# Ochránce (seriál, 2021)
Ochránce je český kriminálně dramatický televizní seriál České televize. Desetidílnou sérii natočila režisérská dvojice Tereza Kopáčová a Tomáš Mašín. Hlavním hrdinou – oním ochráncem – je populární středoškolský učitel a školský ombudsman Aleš Pelán (Lukáš Vaculík), zabývající se vyšetřováním kriminálních činů. Seriál, představený novinářům 17. srpna, byl  poprvé uveden dne 5. září 2021 na kanálu ČT1. V září téhož roku byl také uveden na mezinárodním festivalu televizní tvorby Serial Killer.

## O díle
Aleš Pelán je ponejprv oblíbeným pedagogem na střední škole, než jej šikanózní kolegyně donutí profesně přepřáhnout; coby školský ombudsman řeší mj. případ učitelky, jíž se utopí žák během výletu, či podá pomocnou ruku rodičům dětí-obětem šikany nezvladatelného spolužáka, nebo vychovatelkám diagnostického ústavu, jejichž kolegyni zavraždí chovanec.
Dle režisérky Terezy Kopáčové se jedná o příběhy s reálným základem:
| „ | Mnohé z nich si vybavíte, prošly médii. Oběťmi jsou děti i dospělí. A častěji, než si připouštíme. Školský ombudsman v podobě Lukáše Vaculíka prošlapává cestu pro ty, kteří podobnu kauzu budou řešit po něm. Pro nás, rodiče. | “ |

## Ocenění
Seriál získal Cenu české filmové kritiky 2021 v kategorii Mimo kino; rovněž byl oceněn Českým lvem v kategorii nejlepší televizní seriál.

## Obsazení

### Hlavní a vedlejší role
| Lukáš Vaculík     | Aleš Pelán                                 |
| Iveta Dušková     | Jana Pelánová                              |
| Jaroslav Plesl    | šéfporadce Pavel Havlík                    |
| Barbora Kodetová  | novinářka Marta Beková                     |
| Agáta Červinková  | tisková mluvčí Barbora Černá               |
| Pavel Řezníček    | řidič Petr Starý                           |
| Jiří Havelka      | Marcel Suchý, ministr školství             |
| Petra Hřebíčková  | Kristýna Kurzová, nová ministryně školství |
| Jan Vondráček     | inspektor Jarošík                          |
| Lucie Ducháčková  | Sára Jermanová                             |
| Vladimír Javorský | MUDr. Luboš Pivec                          |

### Epizodní role
| Miroslav Vladyka            | Václav Škvára, ředitel školy (1. díl)        |
| Jitka Sedláčková            | Vlasta Loudová, zástupkyně ředitele (1. díl) |
| Zora Valchařová Poulová     | učitelka Ludmila Vlachová (1. díl)           |
| Tereza Těžká                | Romana Vlachová (1. díl)                     |
| Jaromíra Mílová             | Růžena Pecková (1. díl)                      |
| Filip František Červenka    | Martin Jiříček (1. díl)                      |
| Michaela Jílková            | reportérka (1. díl)                          |
| Anita Krausová              | Lenka Holáňová (1. díl)                      |
| Martin Kubačák              | Pavel Davídek (1. díl)                       |
| Marek Pospíchal             | Ondřej Karas (1. díl)                        |
| Dušan Sitek                 | Josef Dlouhý (1. díl)                        |
| Tomáš Mrvík                 | Jan Fulín (2. díl)                           |
| Karol Csino                 | Mirek Čuba (2. díl)                          |
| Vasil Fridrich              | ředitel Petr Roškot (2. díl)                 |
| Vanda Hybnerová             | vychovatelka Hana Roškotová (2. díl)         |
| Robert Nebřenský            | JUDr. Karel Šácha (2. díl)                   |
| Martin Siničák              | vychovatel (2. díl)                          |
| Nataša Gáčová               | vychovatelka (2. díl)                        |
| Klára Oltová                | vychovatelka (2. díl)                        |
| Petra Špindlerová           | Jaroslava Oltová (2. díl)                    |
| Michal Sedláček             | muž v hospodě (2. díl)                       |
| Matěj Dadák                 | nadporučík Musil (2. díl)                    |
| Adam Solar                  | Martin Kořínek (3. díl)                      |
| Jaroslav Tomáš              | Petr Kořínek (3. díl)                        |
| Martha Issová               | Věra Kořínková (3. díl)                      |
| Anna Polívková              | ředitelka Naděžda Kainová (3. díl)           |
| Lucie Štěpánková            | ředitelka Korecká (3. díl)                   |
| Jakub Štáfek                | učitel Petr Malinda (3. díl)                 |
| Lukáš Rous                  | Marcel Plocek, milenec Kořínkové (3. díl)    |
| Miloslav König              | Petr Barák (3. díl)                          |
| Marie Štípková              | Baráková (3. díl)                            |
| Milan Enčev                 | Karel Holeček (3. díl)                       |
| Renata Prokopová            | Holečková (3. díl)                           |
| Ladislav Hampl              | Bohumil Topinka (3. díl)                     |
| Natálie Drabiščáková        | učitelka Pávová (3. díl)                     |
| Martina Eliášová            | asistentka Machová (3. díl)                  |
| Jan Čenský                  | František Kániš (4. díl)                     |
| Ivana Uhlířová              | ředitelka internátu Palečková (4. díl)       |
| Petr Lněnička               | zástupce ředitele Roman Sládek (4. díl)      |
| Přemysl Bureš               | ředitel statku Bílek (4. díl)                |
| Roman Mrázik                | učitel Bůček (4. díl)                        |
| Matěj Havelka               | Tomáš Chmura (4. díl)                        |
| Zuzana Onufráková           | Sylva Chmurová (4. díl)                      |
| Jiří Bábek                  | starosta (4. díl)                            |
| Petr Buchta                 | Roman Klučík (5. díl)                        |
| Michal Dalecký              | zástupce ředitelky Románek (5. díl)          |
| Vladimír Hauser             | Jaroslav Klíma (5. díl)                      |
| Kateřina Vágnerová Holánová | učitelka Vosátková (5. díl)                  |
| Martin Havelka              | starosta Brna (5. díl)                       |
| Eva Leinweberová            | radní Petráčková (5. díl)                    |
| Zdeněk Godla                | otec Veselý (5. díl)                         |
| Marcel Bendig               | Jiří Veselý (5. díl)                         |
| Kristián Aksman             | Filip Mareš (6. díl)                         |
| David Máj                   | Karel Mareš (6. díl)                         |
| Petra Bučková               | Marcela Marešová (6. díl)                    |
| Leona Skleničková           | Tereza Marešová (6. díl)                     |
| Regina Rázlová              | Jaroslava Marešová (6. díl)                  |
| Lucie Juřičková             | Marie Válková (6. díl)                       |
| Ondřej Malý                 | Milan Válek (6. díl)                         |
| Sarah Haváčová              | Jitka Hlavatá (6. díl)                       |
| Josef Carda                 | ředitel školy Malý (6. díl)                  |
| Ondřej Volejník             | Karel Petřík (6. díl)                        |
| Roman Slovák                | Jan Knížek (6. díl)                          |
| Igor Bareš                  | advokát Hrob (6. díl)                        |
| Dorota Šlajerová            | Anežka Rusnáková (7. díl)                    |
| Petr Forman                 | Karel Rusnák (7. díl)                        |
| Barbara Lukešová            | Eva Rusnáková (7. díl)                       |
| Aleš Petráš                 | učitel Ondřej Halada (7. díl)                |
| Simona Babčáková            | ředitelka Jana Borkovcová (7. díl)           |
| Eliška Hanušová             | učitelka Kolešová (7. díl)                   |
| Adrian Gabaj                | Lukáš Nesvačil (8. díl)                      |
| Martin Hofmann              | otec Nesvačil (8. díl)                       |
| Lucie Žáčková               | matka Nesvačilová (8. díl)                   |
| Veronika Žilková            | učitelka Radová (8. díl)                     |
| Josef Kaluža                | policista Málek (8. díl)                     |
| Daniela Hirsch              | Sabiha Ahmániová (9. díl)                    |
| Markéta Plánková            | ředitelka Ivana Beránková (9. díl)           |
| Rostislav Novák             | učitel Staněk (9. díl)                       |
| Veronika Freimanová         | učitelka Radka Vášová (9. díl)               |
| Eva Novotná                 | učitelka Márová (9. díl)                     |
| Zdeněk Julina               | Jaroslav Novák (9. díl)                      |
| Jiří Panzner                | advokát Režňák (9. díl)                      |
| Jiří Langmajer              | ředitel Jiří Němec (10. díl)                 |
| Lenka Vlasáková             | učitelka Nina Chárová (10. díl)              |
| Ondřej Bauer                | Marcel Dohnal, zástupce ředitele (10. díl)   |
| Cyril Dobrý                 | Pavel Horký (10. díl)                        |
| Vojtěch Vodochodský         | Miroslav Slaboch (10. díl)                   |

## Seznam dílů
| Č. v seriálu | Název               | Režie           | Scénář                        | Datum premiéry    | Sledovanost (v mil., 15+) |
| ------------ | ------------------- | --------------- | ----------------------------- | ----------------- | ------------------------- |
| 1            | Slabý kus           | Tereza Kopáčová | Tomáš Feřtek a Matěj Podzimek | 5. září 2021      | 1,313                     |
| 2            | Vražda vychovatelky | Tomáš Mašín     | Tomáš Feřtek a Matěj Podzimek | 12. září 2021     | 1,342                     |
| 3            | Andílek             | Tereza Kopáčová | Tomáš Feřtek a Matěj Podzimek | 19. září 2021     | 1,362                     |
| 4            | Mužská záležitost   | Tereza Kopáčová | Tomáš Feřtek a Matěj Podzimek | 26. září 2021     | 1,266                     |
| 5            | Džungle před tabulí | Tomáš Mašín     | Tomáš Feřtek a Matěj Podzimek | 3. října 2021     | 1,261                     |
| 6            | Veřejný nepřítel    | Tomáš Mašín     | Tomáš Feřtek a Matěj Podzimek | 10. října 2021    | 1,295                     |
| 7            | Vrabčák             | Tereza Kopáčová | Tomáš Feřtek a Matěj Podzimek | 17. října 2021    | 1,361                     |
| 8            | Ahoj tati           | Tereza Kopáčová | Tomáš Feřtek a Matěj Podzimek | 24. října 2021    | 1,251                     |
| 9            | Hidžáb              | Tomáš Mašín     | Tomáš Feřtek a Matěj Podzimek | 31. října 2021    | 1,221                     |
| 10           | Tichá dohoda        | Tereza Kopáčová | Tomáš Feřtek a Matěj Podzimek | 7. listopadu 2021 | 1,355                     |